# Mercedes-Benz MGP W01
Chronologie des modèles (2010)
Mercedes-Benz W196 Mercedes-Benz MGP W02
La  Mercedes-Benz MGP W01 est la monoplace de Formule 1 engagée par Mercedes Grand Prix dans le Championnat du monde de Formule 1 2010. La voiture a été présentée le 1er février 2010 sur le circuit Ricardo Tormo de Valence en Espagne. Ses pilotes sont le septuple champion du monde Michael Schumacher et son compatriote Nico Rosberg.

## Livrée et sponsoring
La Mercedes MGP W01 est principalement de couleur argent, comme les anciennes Flèches d'Argent de Mercedes. Les pontons latéraux et certaines parties des ailes avant et arrière sont cyans, couleur du sponsor principal, Petronas, le nez du véhicule et certaines parties du capot moteur noirs.

## Pilotes
Les pilotes de la Mercedes MGP W01 sont Michael Schumacher, qui a participé pour la dernière fois à une course de Formule 1 au Grand Prix automobile du Brésil en 2006 et Nico Rosberg qui pilotait pour Williams F1 Team les quatre saisons précédentes.
Le pilote d'essai et de réserve est Nick Heidfeld qui pilotait pour BMW Sauber F1 l'année précédente. Cependant, vers le milieu de la saison, Heidfeld a été libéré pour rejoindre Pirelli en tant que pilote d'essai.

## Résultats en championnat du monde de Formule 1
| Saison | Écurie                       | Moteur                   | Pneus       | Pilotes            | Courses | Courses | Courses | Courses | Courses | Courses | Courses | Courses | Courses | Courses | Courses | Courses | Courses | Courses | Courses | Courses | Courses | Courses | Courses | Points inscrits | Classement |
| Saison | Écurie                       | Moteur                   | Pneus       | Pilotes            | 1       | 2       | 3       | 4       | 5       | 6       | 7       | 8       | 9       | 10      | 11      | 12      | 13      | 14      | 15      | 16      | 17      | 18      | 19      | Points inscrits | Classement |
| ------ | ---------------------------- | ------------------------ | ----------- | ------------------ | ------- | ------- | ------- | ------- | ------- | ------- | ------- | ------- | ------- | ------- | ------- | ------- | ------- | ------- | ------- | ------- | ------- | ------- | ------- | --------------- | ---------- |
| 2010   | Mercedes GP Petronas F1 Team | Mercedes-Benz V8 F0 108X | Bridgestone |                    | BAH     | AUS     | MAL     | CHI     | ESP     | MON     | TUR     | CAN     | EUR     | GBR     | ALL     | HON     | BEL     | ITA     | SIN     | JAP     | COR     | BRÉ     | ABU     | 214             | 4e         |
| 2010   | Mercedes GP Petronas F1 Team | Mercedes-Benz V8 F0 108X | Bridgestone | Michael Schumacher | 6e      | 10e     | Abd     | 10e     | 4e      | 12e     | 4e      | 11e     | 15e     | 9e      | 9e      | 11e     | 7e      | 9e      | 13e     | 6e      | 4e      | 7e      | Abd     | 214             | 4e         |
| 2010   | Mercedes GP Petronas F1 Team | Mercedes-Benz V8 F0 108X | Bridgestone | Nico Rosberg       | 5e      | 5e      | 3e      | 3e      | 13e     | 7e      | 5e      | 6e      | 10e     | 3e      | 8e      | Abd     | 6e      | 5e      | 5e      | 17e*    | Abd     | 6e      | 4e      | 214             | 4e         |

Légende : ici 
- * : le pilote n'a pas fini le Grand Prix, mais est quand même classé pour avoir couru plus de 90 % de la distance de la course.

## Galerie

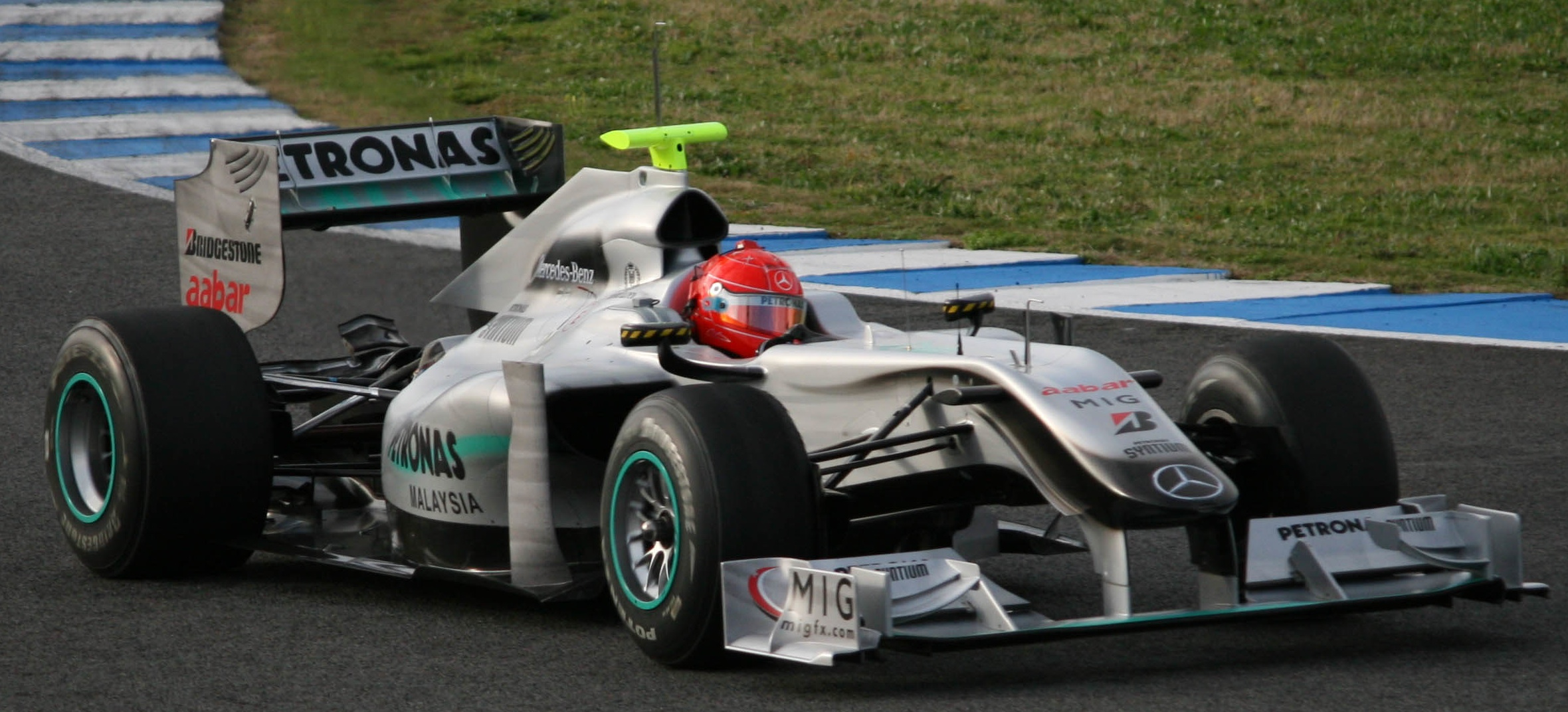
Michael Schumacher avec la Mercedes MGP W01 à Jerez en 2010
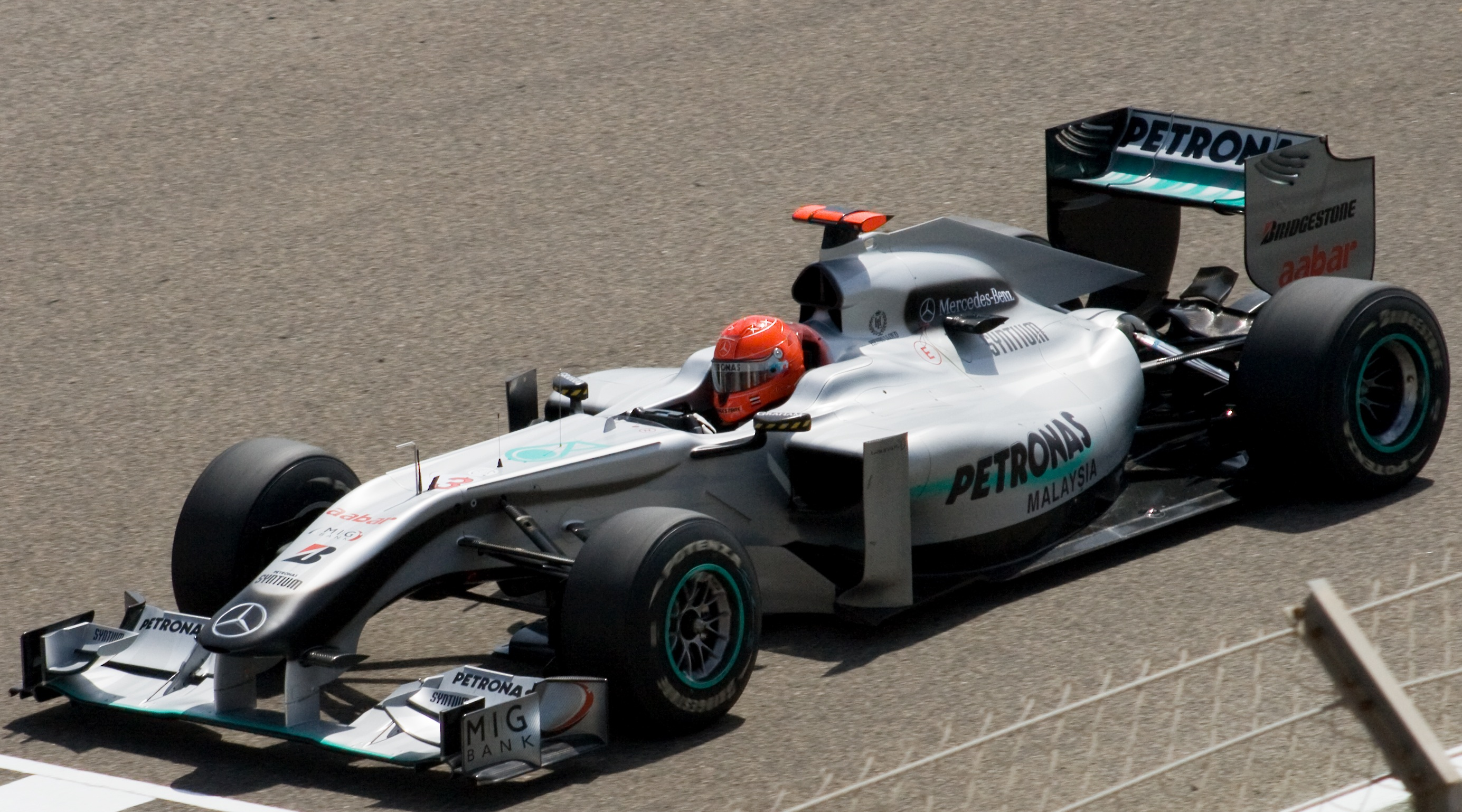
Michael Schumacher au Grand Prix automobile de Bahreïn 2010
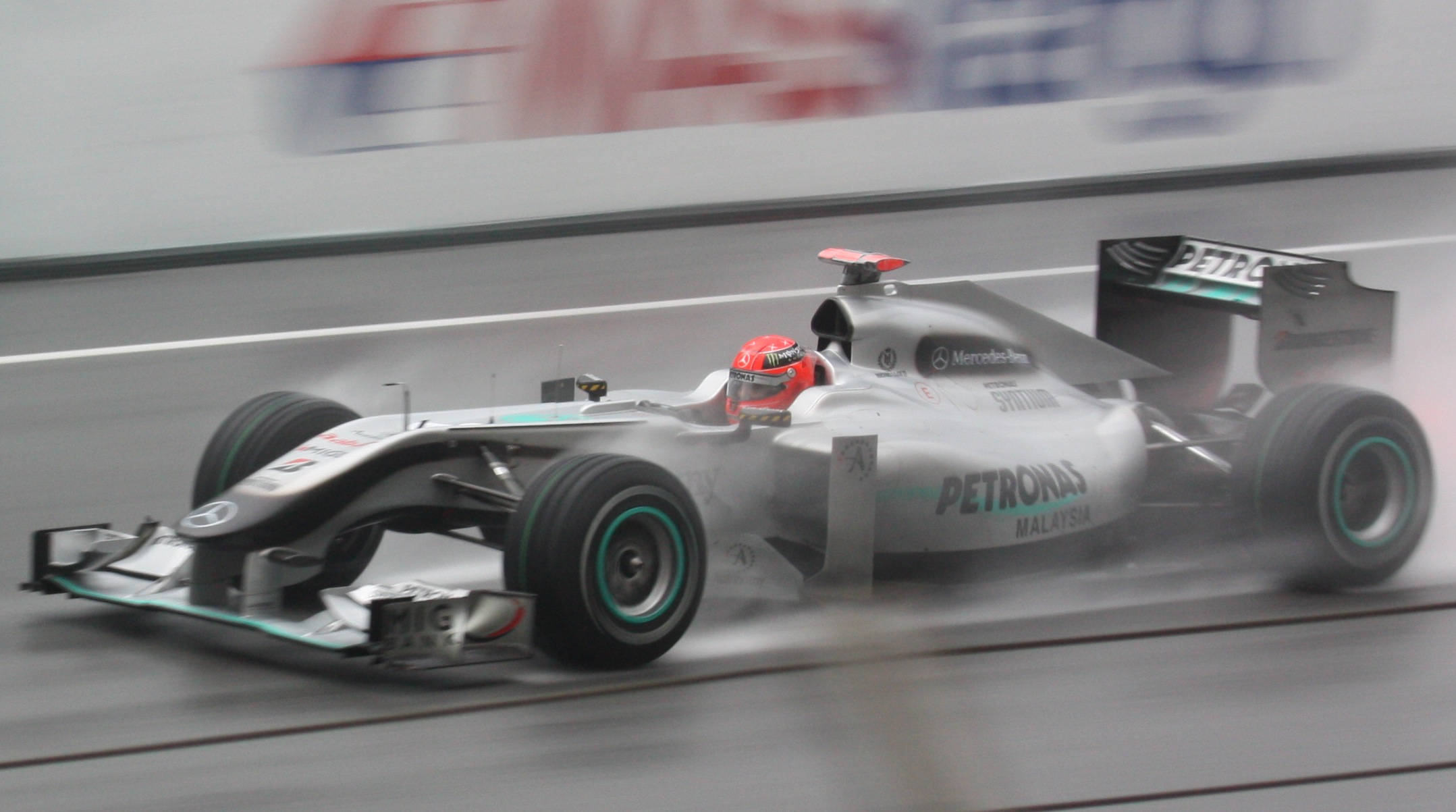
Michael Schumacher lors des qualifications du Grand Prix automobile de Malaisie 2010
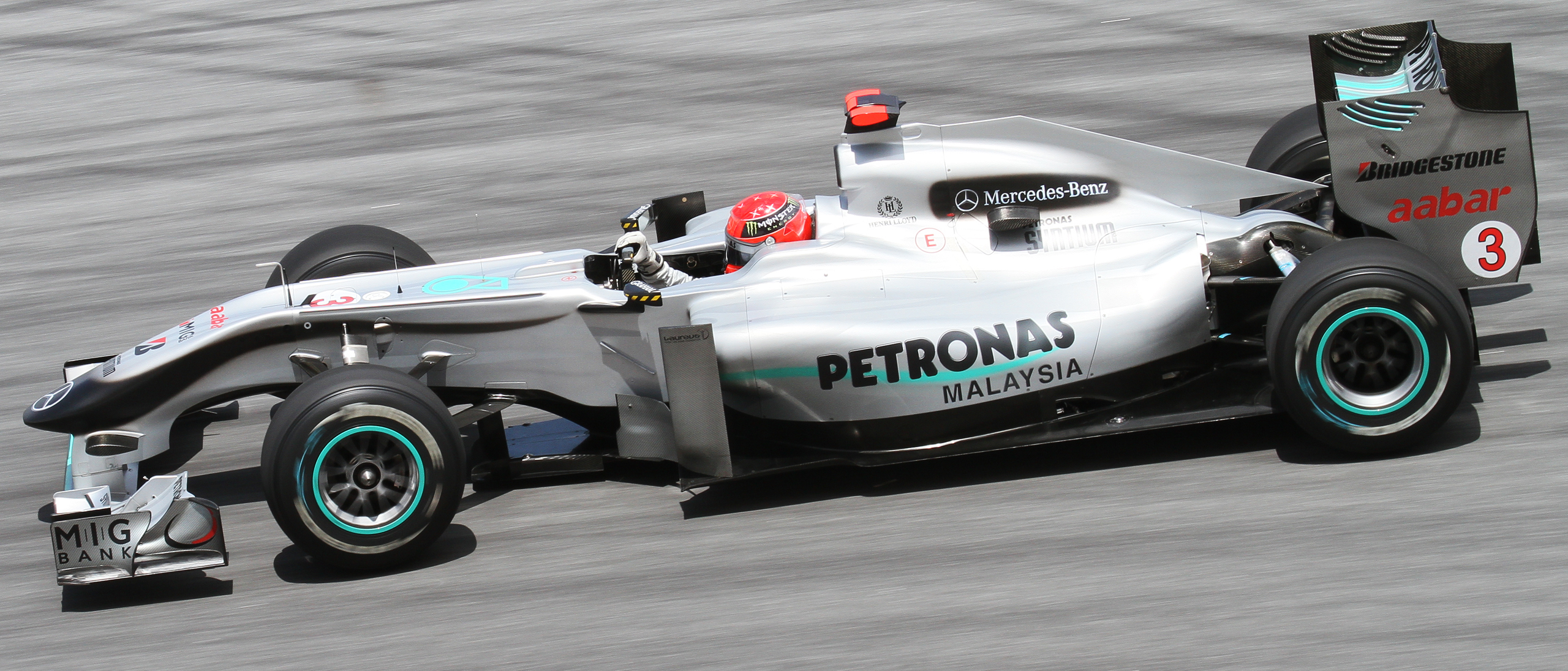
Michael Schumacher au Grand Prix automobile de Malaisie 2010
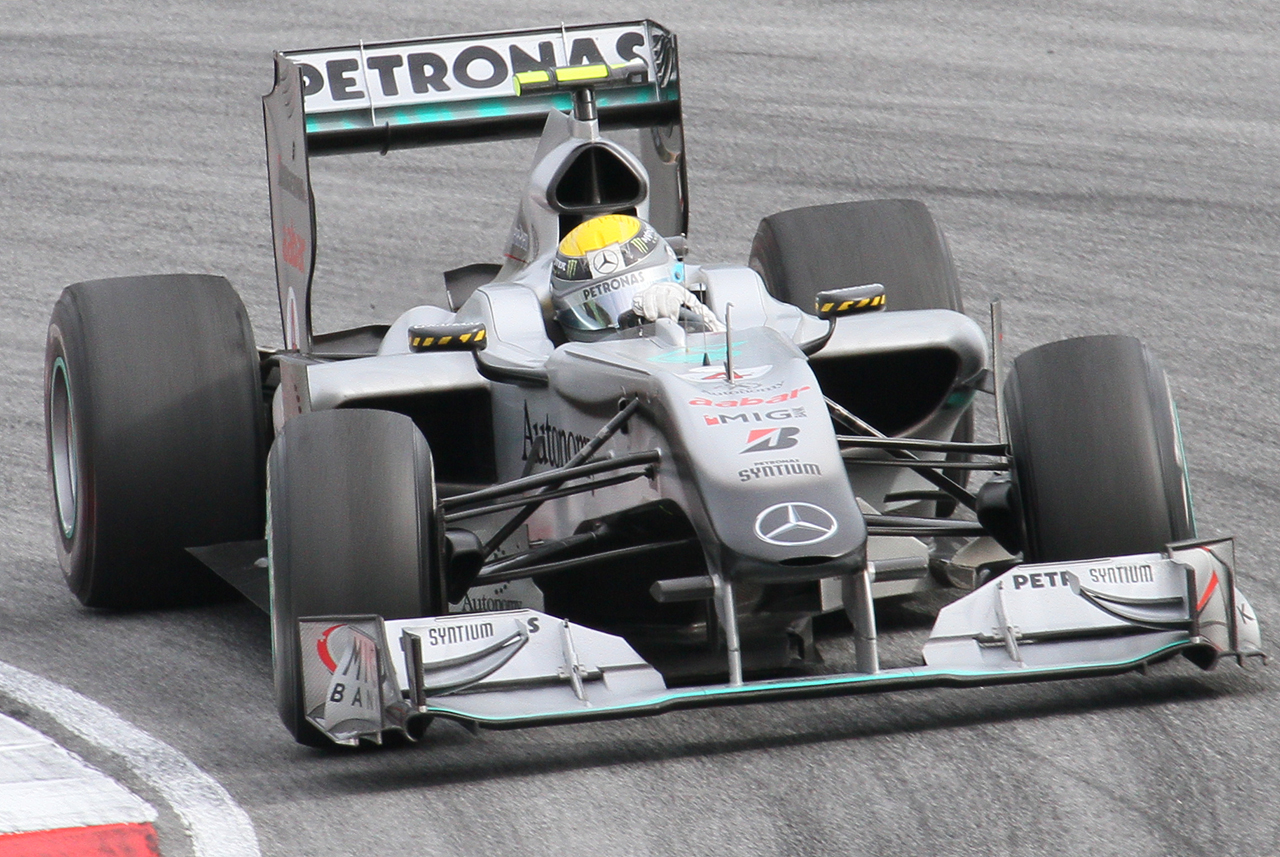
Nico Rosberg au Grand Prix automobile de Malaisie 2010
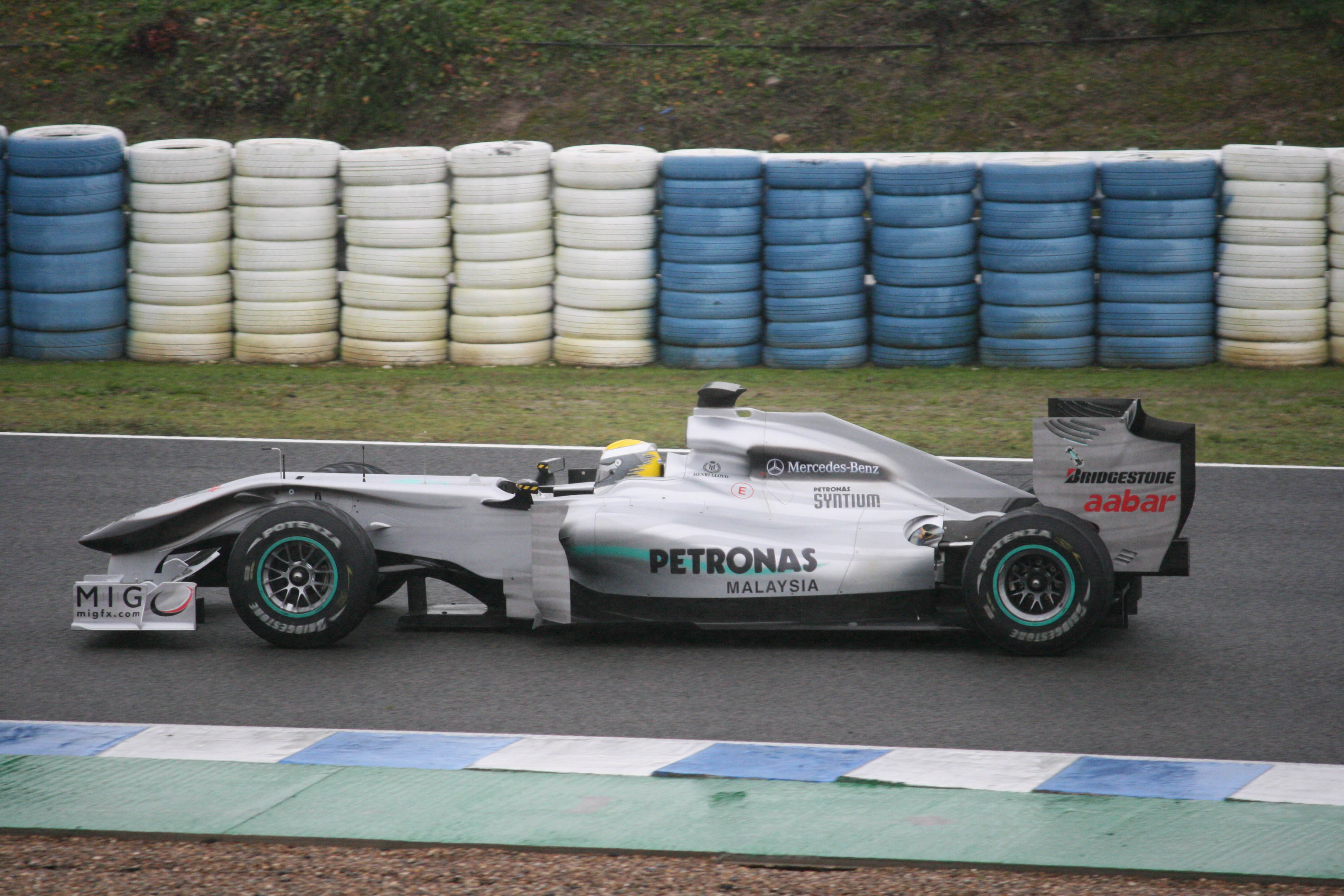
Nico Rosberg à Jerez en 2010
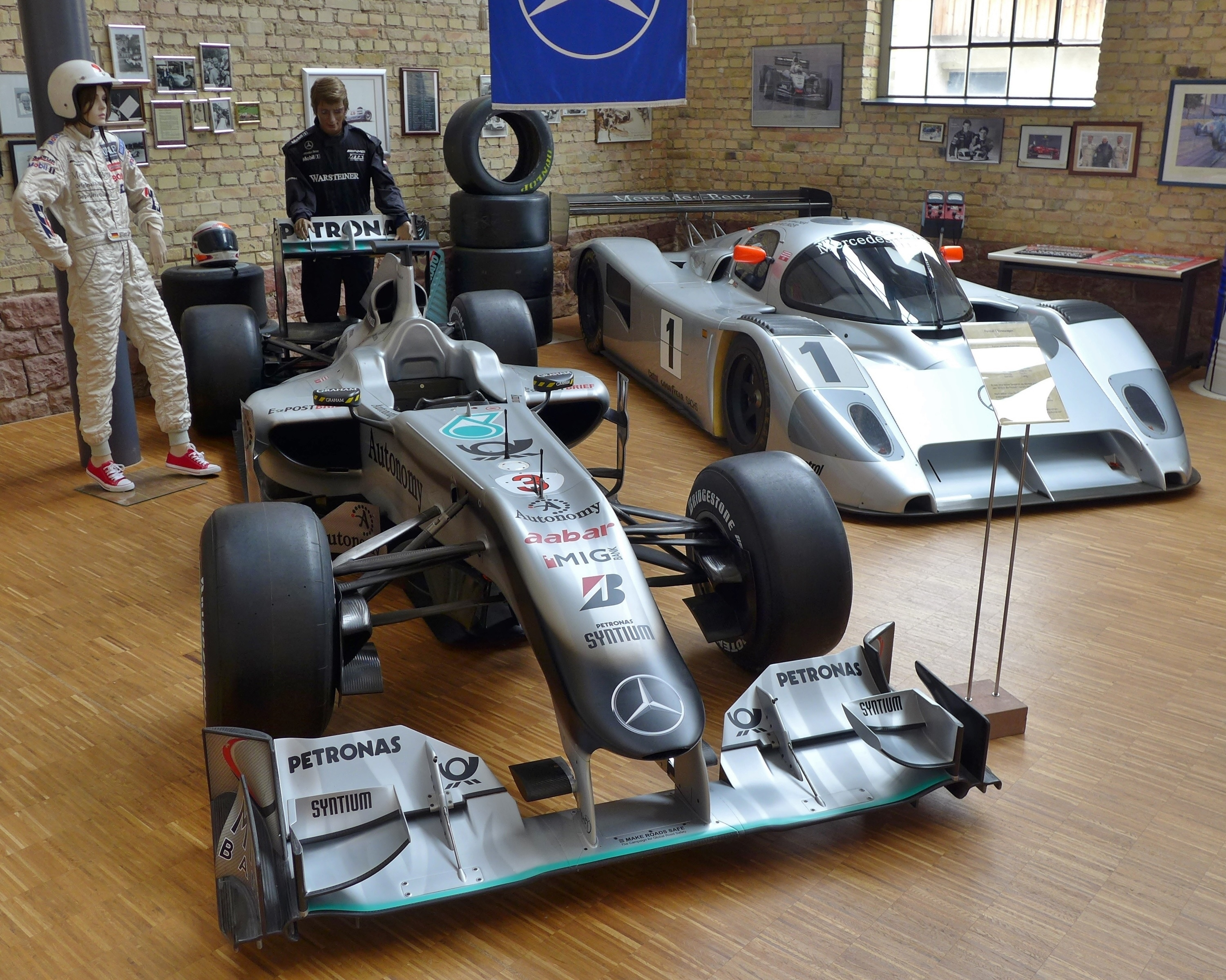
Mercedes MGP W01 et Sauber-Mercedes-Benz C291 (Musée de l'automobile Dr Carl Benz, Ladenburg)
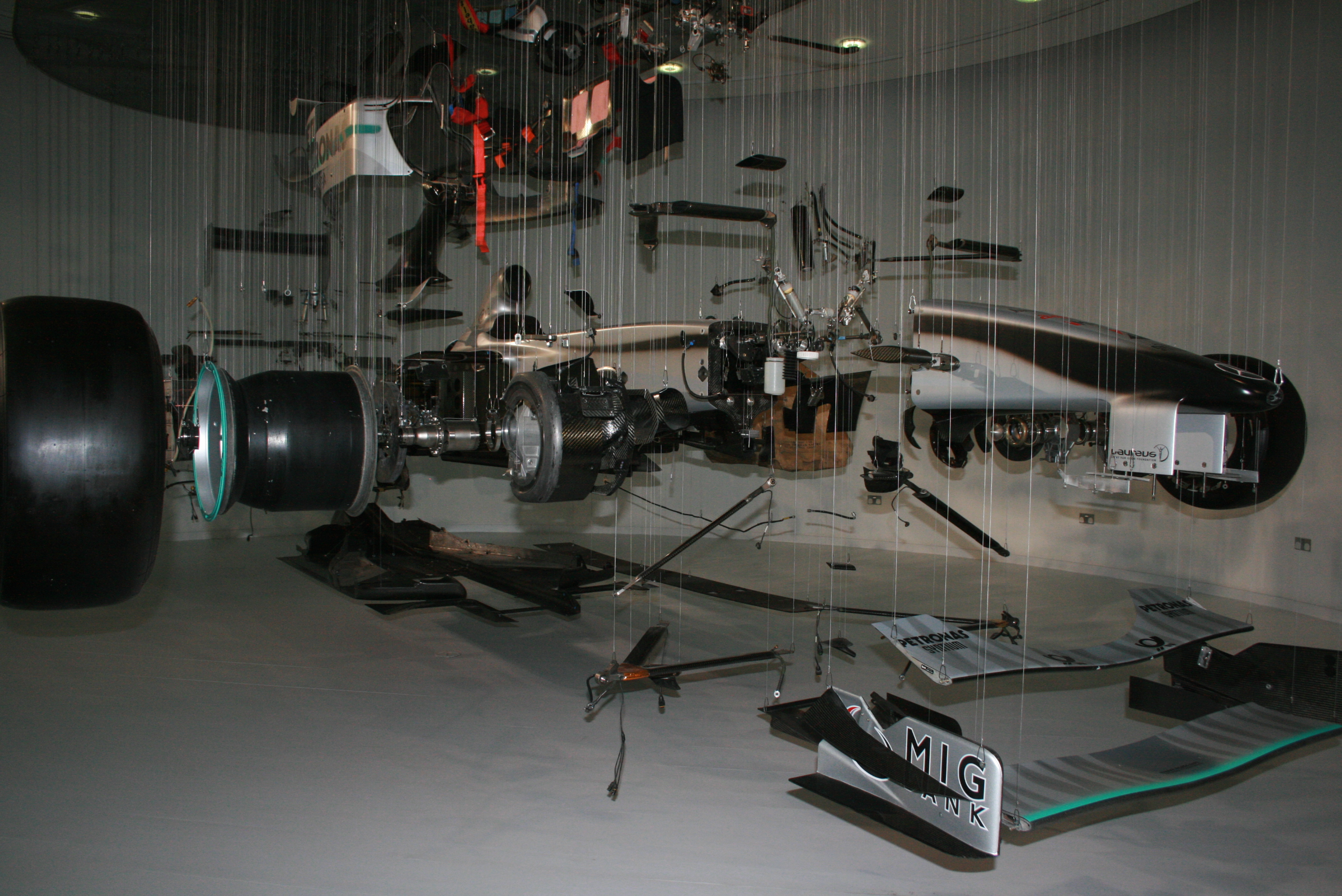
Mercedes MGP W01 déconstruite (Mercedes-Benz World, Brooklands)